# Saison 1917-1918 de la PCHA
Saison précédente Saison suivante
La saison 1917-1918 est la septième saison de l'Association de hockey de la Côte du Pacifique (souvent désignée par le sigle PCHA en référence à son nom anglais : Pacific Coast Hockey Association), ligue de hockey sur glace d'Amérique du Nord. Chacune des trois équipes qui commencent la saison doit jouer dix-huit rencontres ; à la fin du calendrier, les Metropolitans de Seattle sont la meilleure équipe de la saison régulière mais sont battus en séries éliminatoires par les Millionnaires de Vancouver. Ces derniers disputent et perdent ensuite la Coupe Stanley contre les Arenas de Toronto champions de la toute nouvelle Ligue nationale de hockey.

## Contexte
Après avoir été déménagés la saison précédente depuis Victoria, les Canaries de Spokane qui n'ont pas attiré les foules cessent leurs activités et les joueurs sont répartis dans les trois équipes restantes.
La ligue décide de mettre en place un nouveau système pour consacrer le vainqueur de la saison. Celle-ci est séparée en deux phases : une saison régulière composée de 18 matchs pour chacune des deux équipes et une série finale qui oppose les deux premiers de la première partie de saison.

## Saison régulière

### Classement
| Clt   | Équipe                     | PJ | V  | D  | N | BP | BC |
| ----- | -------------------------- | -- | -- | -- | - | -- | -- |
| +001, | Metropolitans de Seattle   | 18 | 11 | 7  | 0 | 67 | 65 |
| +002, | Millionnaires de Vancouver | 18 | 9  | 9  | 0 | 70 | 60 |
| +003, | Rosebuds de Portland       | 18 | 7  | 11 | 0 | 63 | 75 |

## Séries éliminatoires
Deuxièmes de la saison régulière, les Millionnaires de Vancouver obtiennent le droit de disputer la Coupe Stanley en remportant la série qui les oppose aux champions, les Metropolitans de Seattle, 3 buts à 2.

## Coupe Stanley
En raison de divergences de règlements entre les deux ligues, un système d'alternance est mis en place. Les parties sont jouées une fois avec les règles de la LNH et une autre fois avec celles de la PCHA. La différente principale entre les deux règlements réside dans le nombre de joueurs, six pour la LNH alors que la PCHA compte en plus le poste de rover. Les équipes remportent toutes les parties jouées sous les règles de leur ligue respective.
Malgré Taylor qui inscrit neuf buts, Toronto remporte la série trois matchs à deux et gagne la première Coupe Stanley de son histoire grâce à un but de Corbett Denneny lors du dernier match.
| 20 mars | Arenas de Toronto | 5-3 (4-2, 1-1, 0-0) | Millionnaires de Vancouver | Mutual Street Arena 6 000 spectateurs |

| Feuille de match | Feuille de match | Feuille de match                | Feuille de match                                                           | Feuille de match                 |
| ---------------- | --- | ------------------------------- | -------------------------------------------------------------------------- | -------------------------------- |
|                  | Noble (Mummery) – 8 min 0 s Meeking (Noble) – 10 min 0 s Noble (Skinner) – 11 min 0 s - Skinner (Mummery) – 19 min 50 s - Skinner (Meeking) – 33 min 0 s | 1-0 2-0 3-0 3-1 3-2 4-2 4-3 5-3 | - 16 min 0 s – Taylor 17 min 0 s – Taylor (MacKay) - 30 min 0 s – MacKay - | Arbitrage : Lou Marsh Steve Vair |
| Holmes           | Gardiens | Lehman                          |                                                                            | Arbitrage : Lou Marsh Steve Vair |
|                  | |                                 |                                                                            | Arbitrage : Lou Marsh Steve Vair |
|                  | |                                 |                                                                            | Arbitrage : Lou Marsh Steve Vair |

| 23 mars | Arenas de Toronto | 4-6 (1-1, 1-3, 2-2) | Millionnaires de Vancouver | Mutual Street Arena 5 500 spectateurs |

| Feuille de match | Feuille de match | Feuille de match                        | Feuille de match | Feuille de match                   |
| ---------------- | --- | --------------------------------------- | --- | ---------------------------------- |
|                  | Skinner (Mummery) – 17 min 0 s - Cameron – 36 min 0 s - Skinner (Mummery) – 48 min 0 s - Skinner (Denneny) – 56 min 0 s | 1-0 1-1 1-2 1-3 1-4 2-4 2-5 3-5 3-6 4-6 | - 18 min 0 s – Taylor (MacKay) 22 min 0 s – Taylor 26 min 0 s – MacKay 34 min 0 s – MacKay - 46 min 0 s – Griffis - 50 min 0 s – MacKay - | Arbitrage : George Irvine Art Ross |
| Holmes           | Gardiens | Lehman                                  | | Arbitrage : George Irvine Art Ross |
|                  | |                                         | | Arbitrage : George Irvine Art Ross |
|                  | |                                         | | Arbitrage : George Irvine Art Ross |

| 26 mars | Arenas de Toronto | 6-3 (3-0, 2-2, 1-1) | Millionnaires de Vancouver | Mutual Street Arena |

| Feuille de match | Feuille de match | Feuille de match                    | Feuille de match                                                                            | Feuille de match                 |
| ---------------- | --- | ----------------------------------- | ------------------------------------------------------------------------------------------- | -------------------------------- |
|                  | Cameron – 5 min 0 s Skinner – 8 min 0 s Denneny – 13 min 0 s - Cameron – 31 min 0 s Denneny – 34 min 0 s - Skinner – 53 min 0 s | 1-0 2-0 3-0 3-1 4-1 5-1 5-2 5-3 6-3 | - - 26 min 0 s – McDonald - 36 min 0 s – Taylor (McDonald) 43 min 0 s – Taylor (McDonald) - | Arbitrage : Lou Marsh Steve Vair |
| Holmes           | Gardiens | Lehman                              |                                                                                             | Arbitrage : Lou Marsh Steve Vair |
|                  | |                                     |                                                                                             | Arbitrage : Lou Marsh Steve Vair |
|                  | |                                     |                                                                                             | Arbitrage : Lou Marsh Steve Vair |

| 28 mars | Arenas de Toronto | 1-8 (0-1, 1-3, 0-4) | Millionnaires de Vancouver | Mutual Street Arena |

| Feuille de match | Feuille de match                    | Feuille de match                    | Feuille de match | Feuille de match                   |
| ---------------- | ----------------------------------- | ----------------------------------- | --- | ---------------------------------- |
|                  | - Randall (Skinner) – 24 min 26 s - | 0-1 0-2 1-2 1-3 1-4 1-5 1-6 1-7 1-8 | 5 min 0 s – Taylor (MacKay) 24 min 0 s – Stanley - 31 min 6 s – MacKay 33 min 6 s – Stanley 46 min 0 s – Taylor 53 min 0 s – Ll. Cook 53 min 45 s – McDonnald 55 min 0 s – Ll. Cook | Arbitrage : Art Ross Odie Cleghorn |
| Holmes           | Gardiens                            | Lehman                              | | Arbitrage : Art Ross Odie Cleghorn |
|                  |                                     |                                     | | Arbitrage : Art Ross Odie Cleghorn |
|                  |                                     |                                     | | Arbitrage : Art Ross Odie Cleghorn |

| 30 mars | Arenas de Toronto | 2-1 (0-0, 0-0, 2-1) | Millionnaires de Vancouver | Mutual Street Arena |

| Feuille de match | Feuille de match                             | Feuille de match | Feuille de match                  | Feuille de match                        |
| ---------------- | -------------------------------------------- | ---------------- | --------------------------------- | --------------------------------------- |
|                  | Skinner – 40 min 3 s - Denneny – 50 min 30 s | 1-0 1-1 2-1      | - 49 min 30 s – Taylor (MacKay) - | Arbitrage : Harvey Pulford Dubbie Bowie |
| Holmes           | Gardiens                                     | Lehman           |                                   | Arbitrage : Harvey Pulford Dubbie Bowie |
|                  |                                              |                  |                                   | Arbitrage : Harvey Pulford Dubbie Bowie |
|                  |                                              |                  |                                   | Arbitrage : Harvey Pulford Dubbie Bowie |